# Avenue

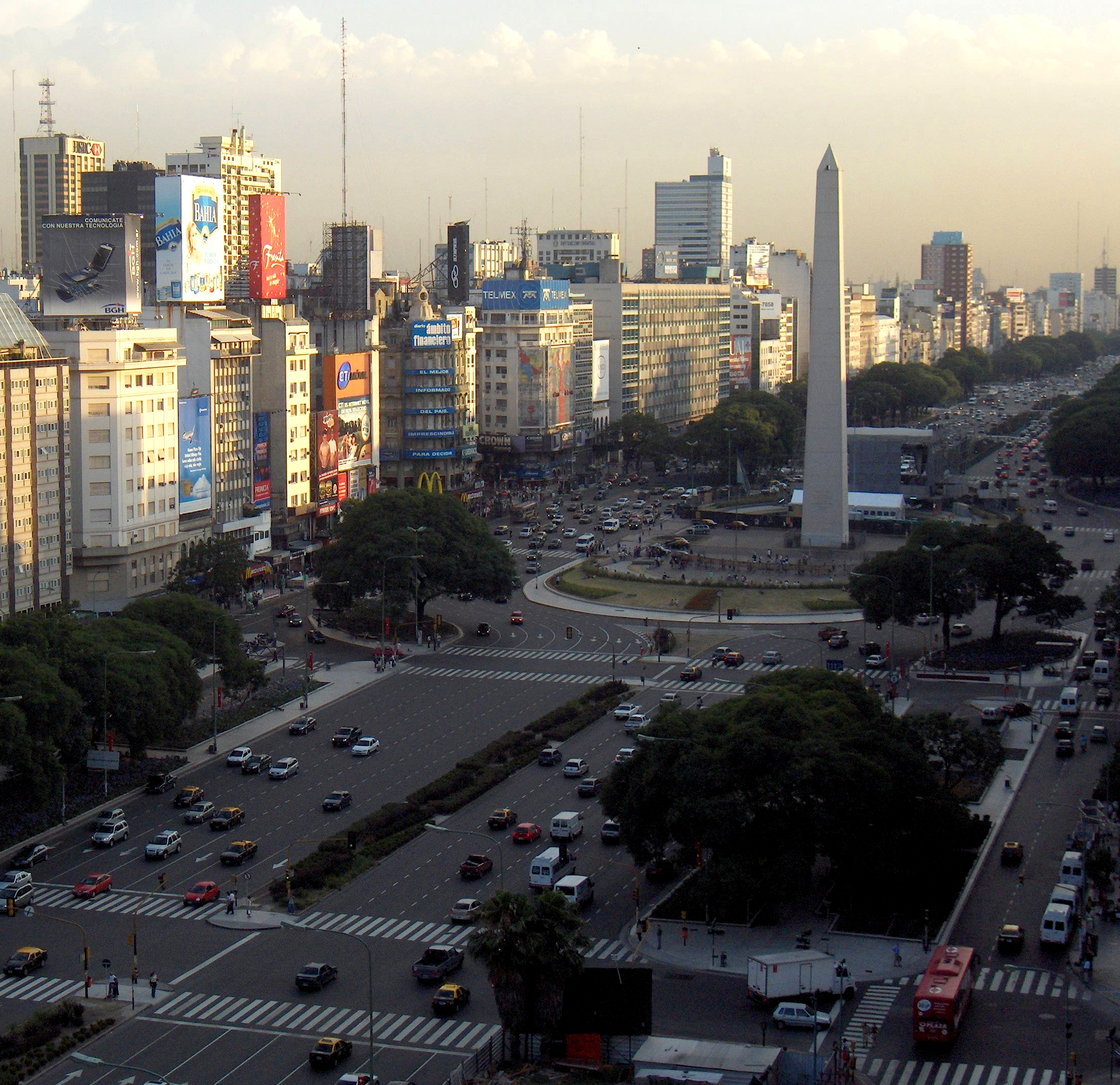
Avenue du 9 juillet, Buenos Aires

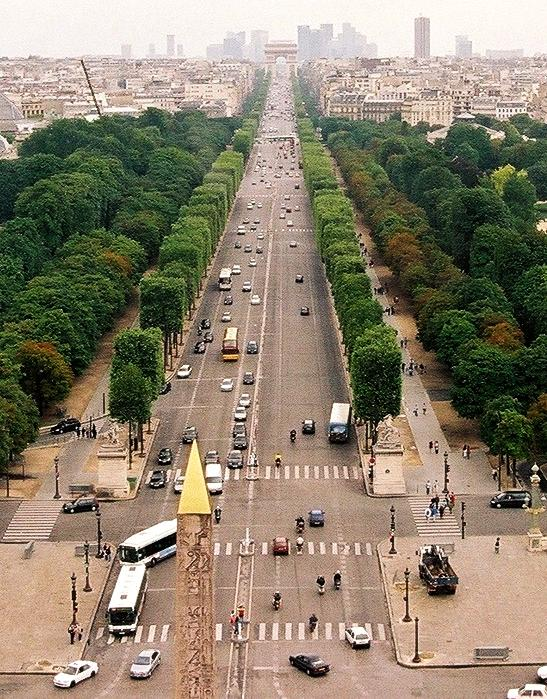
Avenue des Champs-Élysées

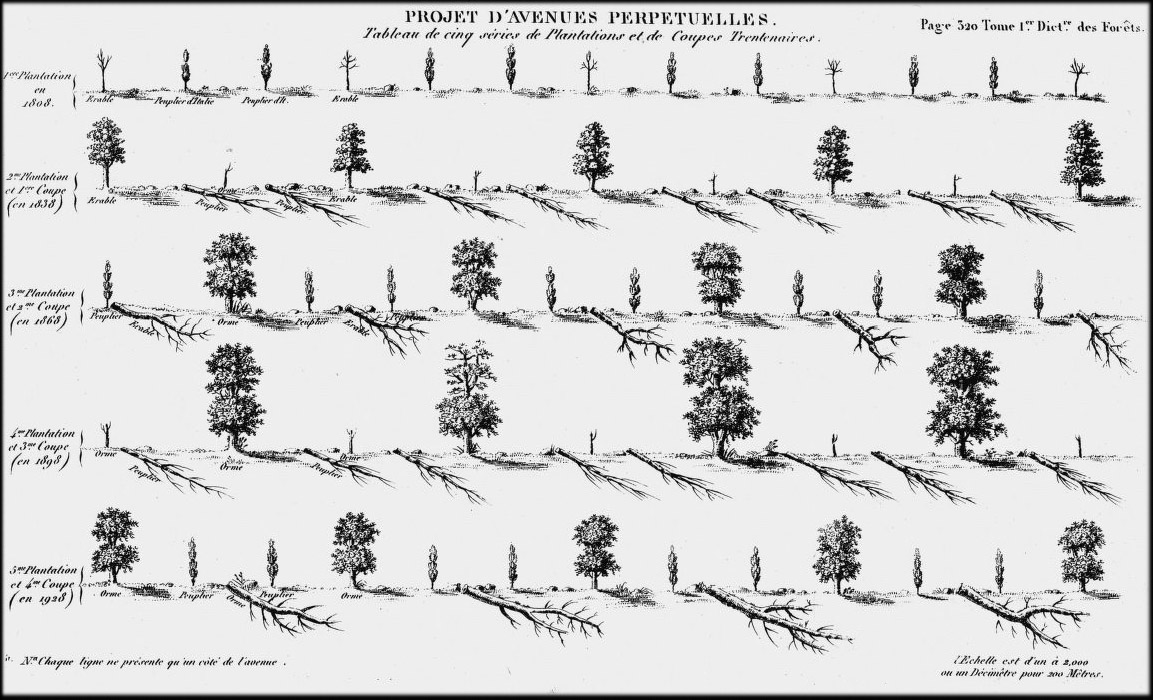
Projet d'avenue (un seul côté est ici illustré), par Jacques-Joseph Baudrillart en 1827 dans son "Traité général des eaux et fortêts, chasses et pêches, composé d'un recueil des reglemens forestiers, dʹun dictionnaire des eaux et forêts, d'un dictionnaire de chasses et d'un dictionnaire des pêches". Sur les bords de l'avenue plantée d'un double alignement d'arbres, l'auteur planifie une coupe d'une partie des arbres tous les 30 ans, mais de manière à toujours conserver l'alignement paysager, et une ressource en bois.

Une avenue est un chemin menant à un lieu, ou peut-être, plus logiquement, venant d'un lieu. Par exemple l'avenue d'Avignon, à Sorgues, est la route venant (venue) d'Avignon.
Par extension, une avenue est une grande voie urbaine ou une plus petite plantée d’arbres, et à la campagne ou en forêt, une avenue est un chemin frayé dans la nature. L’usage du terme « avenue » dans le contexte rural est vieilli.

## Quelques avenues célèbres

### Allemagne
- Unter den Linden, Berlin
- Karl-Marx-Allee, Berlin
- Königsallee, Düsseldorf
- Maximilianstraße, Munich
- Ludwigstraße, Munich

### Argentine
- Avenida 9 de julio, Buenos Aires. Avenue la plus large du monde, 140 m.
- Avenida Presidente Roque Sáenz Peña ou Diagonal Norte, Buenos Aires
- Avenida de Mayo, Buenos Aires

### Belgique
- Avenue De Keyser, Anvers ;
- Avenue Louise, Bruxelles ;
- Avenue de Tervueren, Bruxelles.

### Brésil
- Avenida Paulista, São Paulo.
- Avenida Rio Branco, Rio de Janeiro.

### Canada
- Avenue Greene, Montréal ;
- Avenue McGill College, Montréal.

### Chine
- Avenue Chang'an, Pékin
- Causeway Bay, Hong Kong. 1re artère commerciale la plus chère au monde en 2012[1].

### États-Unis
- 5e avenue de New-York, New York. Seconde artère commerciale la plus chère du monde en 2012[1].
- Park Avenue, New York.
- Pennsylvania Avenue, Washington, grande avenue reliant la Maison-Blanche au Capitole des États-Unis. Souvent appelée America's Main Street.

### France
- Avenue des Champs-Élysées, Paris.  Artère commerciale la plus chère d'Europe en 2011[2] et 3e artère commerciale la plus chère du monde en 2012[1]
- Avenue de l'Opéra, Paris.
- Les Planches, Deauville.
- Promenade de la Croisette, Cannes.
- Promenade des Anglais, Nice.
- La Canebière, Marseille.
- Avenue de Champagne, Épernay.

### Iran
- Tchaharbagh, Ispahan.

### Maroc
Rabat
- Avenue Fal Ouled Oumeir.
- Avenue Mohammed V.
- Avenue des Nations unies.

Plusieurs villes du pays ont une avenue nommée Hassan II, Nations unies, Mohammed V, Mohammed VI...

### Mexique
- Avenida de los Insurgentes, la plus longue avenue du monde, à Mexico (voir (es) Avenida de los Insurgentes (es)). Elle fait 28,8 km de long.
- Paseo de la Reforma, où l'on peut voir au sommet d'une colonne l'Ángel de la Independencia, l'Ange de l'Indépendance.

### République tchèque
- Place Venceslas à Prague, considérée comme l’équivalent des Champs-Élysées parisiens, cette très large place de 750 m de long pour 60 m de large, est en fait une avenue bordée par nombre de palais et bâtiments de grande valeur architecturale.

### Royaume-Uni
- The Mall à Londres
- Shaftesbury Avenue à Londres.

### Russie
- Rue Tverskaïa de Moscou, Moscou.

## Avenues les plus larges en France

### Plus de100mde large
- Avenue Foch, Paris, 1 200 m longueur x 120 m de largeur (construit en 1854).

### Plus de70mde large
- Avenue de Paris, Versailles, 2 500 m longueur x 90 m de largeur.
- Cours de Vincennes, Paris, 850 m longueur x 84 m de largeur.
- Avenue Gallieni, Vincennes, 150 m longueur x 84 m de largeur.
- Avenue du Trône, Paris, 60 m longueur x 84 m de largeur.
- Avenue de l'Observatoire, Paris, 600 m longueur x 82 m de largeur (construit en 1670).
- Avenue Foch, Le Havre, 600 m de longueur x 80 m de largeur (construit en 1960).
- Avenue Charles-de-Gaulle, Neuilly-sur-Seine, 1 400 m longueur x 70 m de largeur.
- Avenue du Président-Wilson, Saint-Denis, 3 000 m longueur x 70 m de largeur.
- Avenue des Champs-Élysées, Paris, 1 910 m longueur x 70 m de largeur (construit en 1670).
- Avenue de la Grande-Armée, Paris, 775 m longueur x 70 m de largeur (construit en 1864).

### Plus de50mde large
- Rue de la Chapelle, Paris, 890 m longueur x 65 m de largeur.
- Allées de Tourny, Bordeaux, 265 m de longueur x 65 m de largeur (construit en 1757).
- Avenue de Breteuil, Paris, 1 200 m longueur x 60 m de largeur.
- Avenue du Prado, Marseille (de la place Castellane au rond-point du Prado), 1 205 m de longueur x 60 m de largeur.
- Allées Jules-Guesde, Toulouse, 601 m de longueur x 60 m de largeur (construit en 1752).
- Grand Boulevard, Lille, Roubaix, Tourcoing, 14 500 m de longueur x 52 m de largeur.
- Cours de la Libération-et-du-Général-de-Gaulle, Grenoble, 7 800 m de longueur x 50 m de largeur.
- Promenade des Anglais, Nice, 7 000 m de longueur x 50 m de largeur (construit en 1832).
- Promenade de la Croisette, Cannes, 2 500 m de longueur x 50 m de largeur (construit en 1856).
- Avenue des Capucins, Vernon, 1 200 m de longueur x 50 m de largeur (construit en 1723).
- Allées Jean-Jaurès, Toulouse, 600 m de longueur x 50 m de largeur (construit en 1824).
- Avenue de Saint-Cloud, Versailles, 600 m longueur x 50 m de largeur.
- Avenue de Sceaux, Versailles, 500 m longueur x 50 m de largeur.
- Avenue Foch, Vernon, 400 m de longueur x 50 m de largeur (construit en 1723).
- Cours Clemenceau, Rouen, 400 m longueur x 50 m de largeur (construit en 1960).